# Johann Wesp
Johann Wesp (* 21. April 1886 in Mannheim; † 24. November 1954 in Nieder-Ramstadt) war ein hessischer Politiker (Zentrum) und ehemaliger Abgeordneter des Landtags des Volksstaates Hessen in der Weimarer Republik.
Johann Wesp war der Sohn von Karl Wesp und seiner Frau Anna geborene Hofmann. Er war mit seiner Frau Barbara geborene Hauck verheiratet. Johann Wesp war katholisch und schloss sich politisch dem Zentrum an. Er arbeitete als Gewerkschaftssekretär in Darmstadt und später als Bezirksleiter der christlichen Gewerkschaften in Darmstadt.
Johann Wesp trat 1927 als Nachfolger für den ausgeschiedenen Abgeordneten Karl Felder in den Landtag des Volksstaates Hessen der Weimarer Republik ein. Er blieb vier Wahlperioden lang Abgeordneter und schied 1933 aus dem Landtag aus, nachdem dieser im Rahmen der Gleichschaltung durch die Nationalsozialisten aufgelöst wurde. Eine weitere politische Betätigung war Johann Wesp danach nicht mehr möglich.